# Isaac Dourado
Isaac Dourado (Rio de Janeiro, 1981), é um cineasta e professor brasileiro.

## Biografia
Dourado mudou-se com sua família para o nordeste, em agosto de 1986. Cursou faculdade de Letras na Universidade Tiradentes, em Aracaju, onde se formou em 2007. Durante a graduação, escreveu dezenas de poemas e contos que lhe renderam um livro. Aquela Coisa Toda foi lançado no início de 2008, e a partir desta experiência na literatura, passou a imaginar as personagens de suas histórias ganhando vida. Logo em seguida ingressou no curso de Filosofia e depois Jornalismo, mas não concluiu nenhuma das cadeiras, vindo a se especializar em Literatura e Filosofia pela Universidade Federal de Sergipe, em 2013.
Em setembro de 2018, também pela  Universidade Federal de Sergipe, tornou-se Mestre em Cinema e Narrativas Socias.

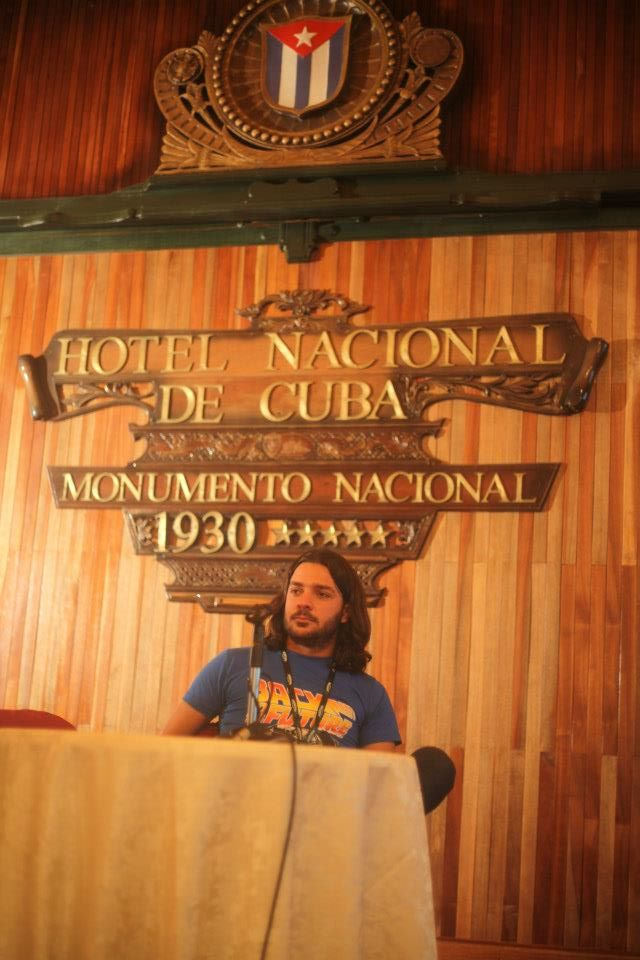
Isaac Dourado durante o 34 Festival Internacional del Cine Latino Americano, em Havana. Dezembro de 2012

Sua iniciação no cinema deu-se justamente pela sua criatividade literária, quando em setembro de 2010, começou a produção de Xandrilá, curta-metragem baseado em seu conto homônimo. Nesta mesma época, fundou juntamente com André Aragão e Marcel Magalhães a Gonara Filmes.

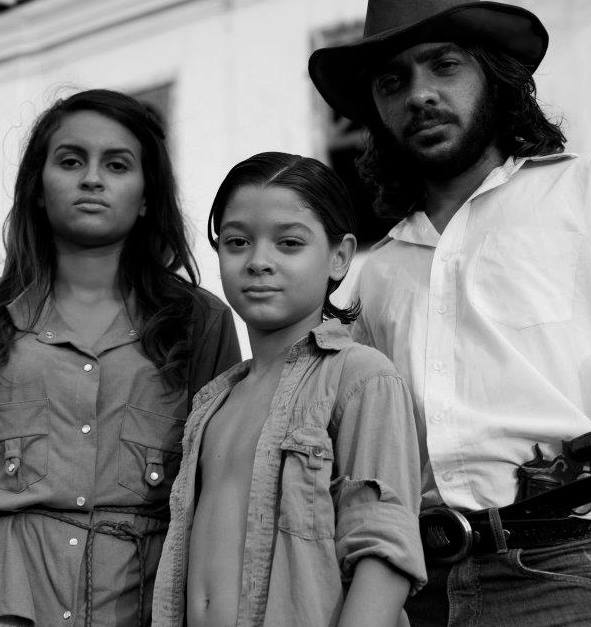
Derredor. Gonara Filmes, 2012

Seu trabalho cinematográfico de maior destaque foi Derredor, um curta em preto e branco exibido em festivais no Brasil e exterior, e vencedor de prêmios importantes. O cineasta também foi homenageado em Matanzas, Cuba, ao lado de André Aragão, Cláudio Assis e de diretores locais por suas produções. Trabalhou na realização de alguns videoclipes para músicos sergipanos, e atualmente se dedica à promoção do documentário Morena dos Olhos Pretos, seu primeiro longa-metragem. O filme narra toda a história da cantora Clemilda, a Rainha do Forró, e participou de grandes festivais de cinema no Brasil e exterior, a exemplo do Recine (sua estreia nacional foi no MAM nesse festival em 2016), MIMO Festival (em Olinda), Festival In-Edit Brasil (no MIS em São Paulo) e em Portugal no MUV - Lisboa, em 2017.

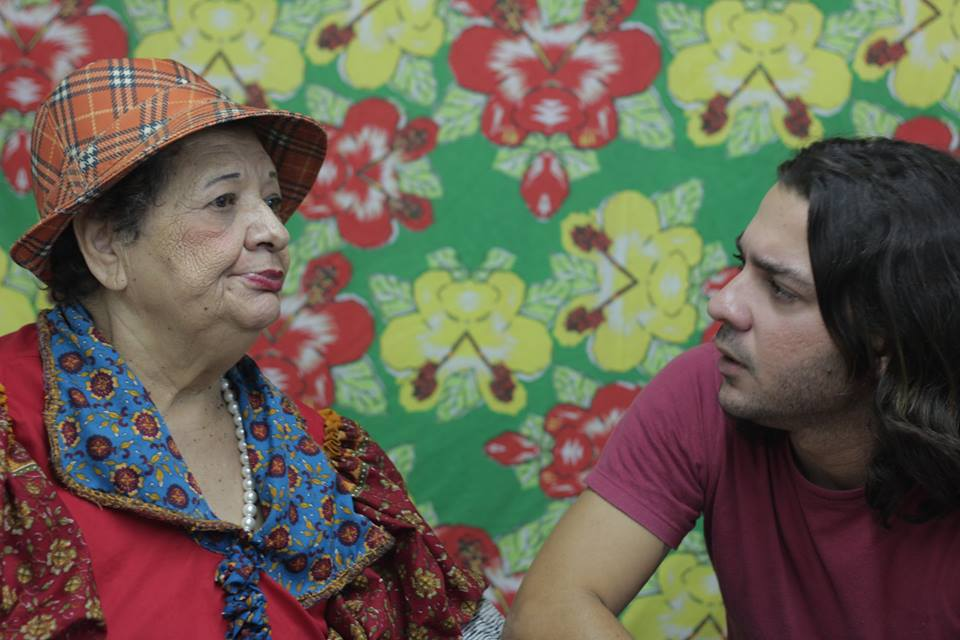
Dourado ao lado da forrozeira Clemilda, durante o início das gravações de Morena dos Olhos Pretos, em 2012

## Filmografia

##### Filmes
| Ano  | Filme                                                          |
| ---- | -------------------------------------------------------------- |
| 2011 | Xandrilá (ator e produtor executivo)                           |
| 2011 | Ao Seu Lado (produtor executivo)                               |
| 2012 | Derredor (ator, produtor executivo, co-roteirista, co-diretor) |
| 2012 | Meia Noite (produtor)                                          |
| 2013 | Hotel Palace (produtor executivo, co-roteirista, co-diretor)   |
| 2014 | Madona e a Cidade Paraíso (co-roteirista, produtor)            |
| 2016 | Morena dos Olhos Pretos (diretor e roteirista)                 |
| 2016 | A História das Nossas Vidas (diretor e roteirista)             |
| 2021 | Tintiliano (diretor e roteirista)                              |

##### Videoclipes
| Ano  | Filme                                  |
| ---- | -------------------------------------- |
| 2013 | Abra os Olhos - Kararoots (produtor)   |
| 2013 | Pele Africana - Cataluzes (co-diretor) |
| 2013 | Hey Yo Silver - Vanguart (diretor)     |
| 2021 | Meu Sonho - Os Boanerges (produtor)    |